# Fatih-Universität

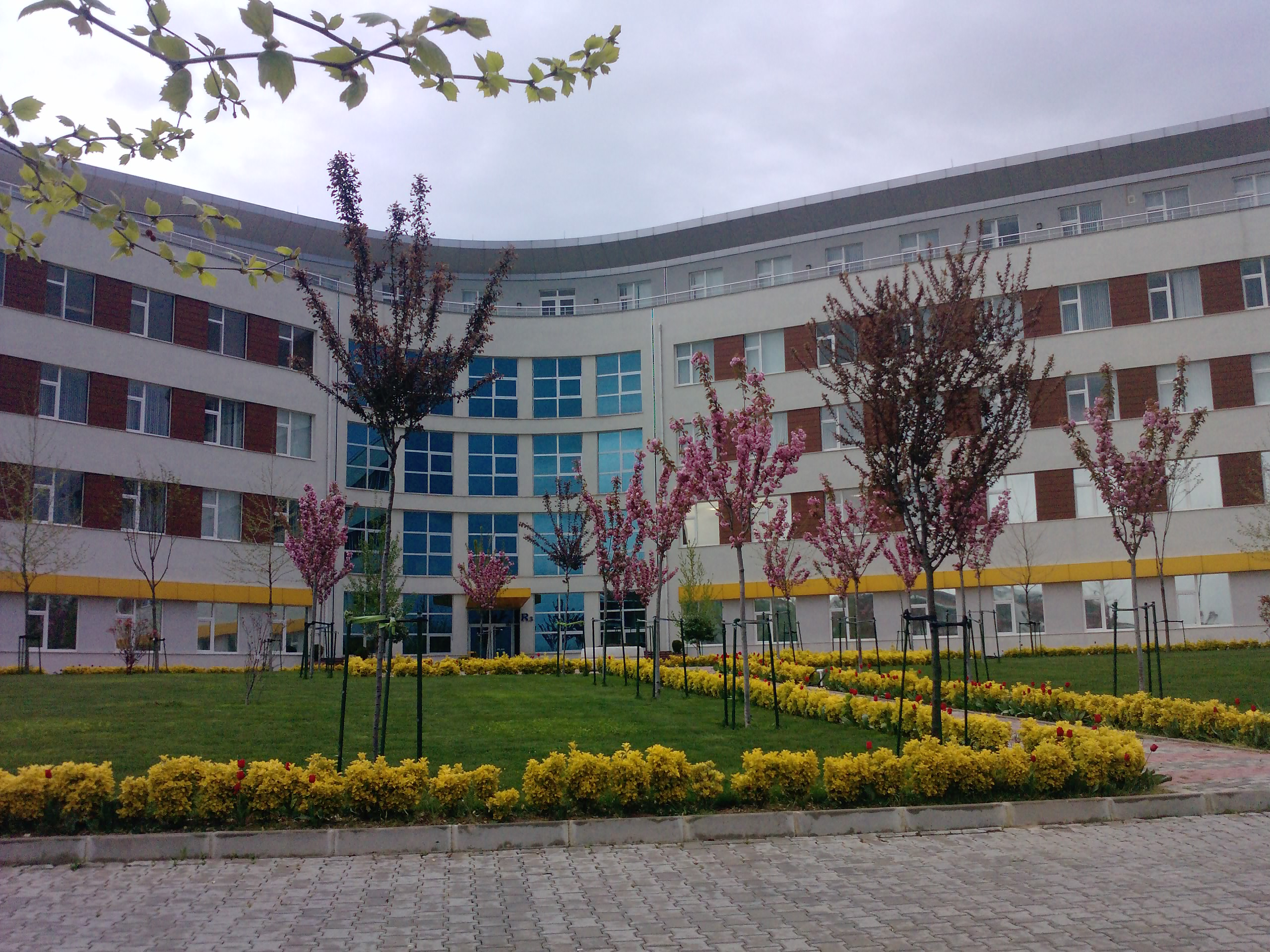
Rektorat der Fatih-Universität

Die Fatih-Universität (türkisch: Fatih Üniversitesi; englisch Fatih University) ist eine große Privatuniversität (Stiftung) im Stadtbezirk Büyükçekmece von Istanbul in der Türkei. Die 1996 gegründete Universität wurde im Juli 2016 nach einem gescheiterten Putschversuch geschlossen und ist nun Teil der Universität Istanbul. Die Universität wurde 2015 zur viertbesten privaten Universität in Istanbul ernannt.
Ümare Yazar,  Professor Ali Murat Yel Lecturer in Sociology and Anthropology an der Fatih-Universität, war eine der wenigen weiblichen Unterzeichner der Botschaft aus Amman.